# Irma Vap - O Retorno
Irma Vap - O Retorno é um filme brasileiro de 2006 baseado na peça O Mistério de Irma Vap, de Charles Ludlam, maior sucesso de público da história do teatro brasileiro. A peça ficou em cartaz por 11 anos e teve um público estimado de 3 milhões de espectadores. É o último filme no qual atuou o ator Francisco Milani.

## Sinopse
O filme começa com a morte do Pai de Luiz Alberto (Leandro Hassum), que era um dos renomados atores da peça “Irma Vap”. Com a morte, Luis Alberto herda as dívidas de seu pai e decide remontar a peça, na esperança de resolver seus problemas financeiros e de prestar uma homenagem ao pai.
Luis Alberto e Otávio Augusto (Marcos Caruso) – Otávio era companheiro de cena do pai de Luis – tentam comprar os direitos da peça de Tony Albuquerque (Marco Nanini), que é um dos atores da versão original de “Irma Vap” e está paralítico. Tony é mantido preso num quarto pela sua irmã, Cleide Albuquerque (Marco Nanini), que, sem que ele saiba, vende os direitos da peça.
A aposta nessa remontagem é em dois jovens talentos: os comediantes Leonardo Aguiar (Thiago Fragoso) e Henrique D'Ávila (Fernando Caruso); chamam para dirigir a peça um velho amigo de Tony, Darci Lopes (Ney Latorraca).
Cleide tenta esconder do irmão, de todas as maneiras possíveis, a informação de que a peça vai ser relançada, chegando até mesmo a recortar uma parte do jornal diário de Tony para que ele não veja o anúncio da peça, mas ele acaba vendo na televisão; quando confronta a irmã, ela simplesmente o ignora.
A irmã, que é alcoólatra e maltrata muito o irmão, tem de imitar a voz de Tony para pedir suas bebidas. Ela se apaixona por Leonardo e em uma de suas tentativas de seduzir o rapaz na sua casa, Tony consegue por meio de uma mensagem escrita em um papel falar sobre sua situação. Leonardo conta para Darci que Tony está preso e eles enganam Cleide para que Tony seja libertado.
Pouco antes de a peça começar Cleide tenta mais uma vez seduzir Leonardo que foge da tentativa dizendo que é gay e tem um caso com Henrique. Numa crise de raiva pela rejeição Cleide coloca remédios em todos os líquidos que seriam bebidos pelos atores e pela equipe da peça e consequentemente eles caem no chão dopados.
Tony e Darci descobrem que foi Cleide quem sabotou a peça e num ato de desespero decidem eles mesmos atuarem na peça. Ao entrar em cena todos se surpreendem ao ver os dois no palco. Tony no inicio tem certa dificuldade, mas milagrosamente volta a andar - algo como se sua essência vital fosse a arte de atuar e, que ela o curou – todos adoram a peça e Tony e Darci são muito aplaudidos.

## Elenco
- Marco Nanini - Tony Albuquerque / Cleide Albuquerque
- Ney Latorraca - Darci Lopes / Odete Lopes
- Marcos Caruso - Otávio Gonçalves
- Arlete Salles - Vanda
- Paulo Betti - Luiz Alberto
- Diogo Vilela - Antônio Albuquerque
- Fernando Caruso - Henrique D'Ávila
- Leandro Hassum - Luiz Alberto Jr.
- Thiago Fragoso - Leonardo Aguiar
- Pedro Henrique - Cleide / Tony (criança)
- Guida Vianna - Dona Adamastora (Mãe de Camila)
- Miguel Magno - Carvalinho (Pai de Camila)
- Luísa Arraes - Camila
- Analu Prestes - Sueli (Figurinista da peça teatral)
- Francisco Milani - Francisco Machado
- Marieta Severo - ela mesma
- Flávia Guedes
- Maria de Sá

## Produção
As filmagens do longa ocorreram no 1º semestre de 2005. O filme é inspirado tanto pela peça O Mistério de Irma Vap quanto no filme O Que Terá Acontecido a Baby Jane?.

## Lançamento e recepção
O filme estreou em 100 salas, em 14 de abril de 2005, e foi assistido por 247.325, arrecadando 2.239.090 durante o período em que esteve em exibição. Em 2006, ganhou o prêmio Lente de Cristal ao ser eleito pelo público o melhor filme do Brazilian Film Festival of Miami. Irma Vap - O Retorno foi indicado em três categorias: Melhor Roteiro Adaptado, Melhor Figurino e Melhor Maquiagem, no Grande Prêmio Brasil Cinema.